# Lambeau
Lambeau es una localidad de Trinidad y Tobago, que forma parte de la parroquia de St. Andrew.

## Geografía
La localidad abarca parte de la isla de Tobago y limita al norte con Mount Marie, al sur con Lowlands (localidad perteneciente a la parroquia de St. Patrick), al este con el océano Atlántico y al oeste con Spring Garden-Signal Hill, Signal Hill-Patience Hill y Sherwood Park.

## Demografía
Datos demográficos de la localidad de Lambeau:
| Gráfica de evolución demográfica de Lambeau entre 2000 y 2011 |
|                                                               |